# Émile Parisien
Émile Parisien (Cahors, 12 ottobre 1982) è un sassofonista e compositore francese.

## Biografia
Nato a Cahors, all'età di 11 anni intraprende gli studi presso il Jazz College di Marciac, piccola cittadina in cui si tiene il noto festival Jazz in Marciac, dove studia musica con musicisti come Pierre Boussaguet, Guy Lafitte e Christian "Tonton". A partire dal 1996 frequenta il Conservatorio di Tolosa dove studia musica classica e musica contemporanea. Nel corso di questi anni formativi, ha già l’opportunità di esibirsi, durante il festival Jazz in Marciac, al fianco di grandi figure del jazz come Wynton Marsalis, Christian McBride, Johnny Griffin e Bobby Hutcherson.
Nel 2000 si trasferisce a Parigi e qui fonda, nel 2004, un proprio quartetto con Julien Touery al pianoforte, Ivan Gélugne al contrabbasso, e Sylvain Darrifourcq alla batteria.  La musica del quartetto è ispirata tanto alla produzione di compositori della tradizione colta europea come Hector Berlioz, Igor Stravinski, Arnold Schönberg, Richard Wagner, quanto alla musica di matrice afroamericana di John Coltrane, Wayne Shorter e Ornette Coleman. Il quartetto nel corso degli anni ha suonato in tournée e festival in tutta Europa, ricevendo spesso recensioni entusiaste.
Émile Parisien si è inoltre esibito in Francia come all’estero con, tra gli altri, Michel Portal, Jacky Terrasson, Yaron Herman, Vincent Peirani, Joachim Kuhn, John Taylor, Éric Serra, Michele Rabbia.

## Premi
Tra i diversi premi e riconoscimenti ricevuti figurano:
- Jazz Primeur (2009), dal Ministero della cultura francese
- Victoires du Jazz (2009), per la categoria Révélation Instrumentale Française de l'Année[3]
- Prix Django Reinhardt (2012)
- Victoires du Jazz (2014), come artista dell'anno[3]
- Echo Jazz (2017)[3]

## Discografia parziale
Di seguito è elencata una discografia parziale:
- Au Revoir Porc-Épic (Laborie Records, 2006)
- Original Pimpant (Laborie Records, 2009)
- Sweet and Sour (Laborie Records, 2012) - con Daniel Humair
- Alter Ego (ACT, 2012) - con Yaron Herman
- Belle Époque (ACT, 2014) - con Vincent Peirani
- Spezial Snack (ACT, 2014)
- Sfumato (ACT, 2016)
- Saison 3 (Label Bleu, 2017) - con Michele Rabbia e Roberto Negro
- Double Screening (ACT, 2019)
- Abrazo (ACT, 2020) - con Vincent Peirani
- XXXX (ACT, 2021) - con Michael Wollny, Tim Lefebvre, Christian Lillinger